# Programa de Pruebas para Novatos de McLaren
El Programa de Pruebas para Novatos de McLaren, oficialmente llamado McLaren's Testing of Previous Cars program, es un programa para que pilotos novatos prueben con monoplazas de McLaren para haci poder ser evaluados y puestos en la Fórmula 1. Los pilotos que más han probado en este programa han sido Álex Palou y Patricio O'Ward.[cita requerida]

## Historia
Tras ser aprobada una nueva normativa que obliga a los equipos de Fórmula 1 a subir al coche a un novato en, al menos, dos Grandes Premios de la temporada. McLaren quiere asegurarse de que el piloto elegido para estas pruebas este lo más preparado posible y por eso empezó a planear un programa de pruebas con el monoplaza de la temporada pasada. El primer piloto que participó en estas pruebas fue Jehan Daruvala en Silverstone, mientras que el primer piloto en disputar un Gran Premio fue Álex Palou en el Gran Premio de los Estados Unidos.

## Pruebas
| Tipo de Prubea | Pilotos                    | Fecha                       | Monoplaza      | Circuitos                          | Ref    |
| -------------- | -------------------------- | --------------------------- | -------------- | ---------------------------------- | ------ |
| Privada        | Jehan Daruvala             | 21-22 de junio de 2022      | McLaren MCL35M | Circuito de Silverstone            | [ 3 ]  |
| Privada        | Colton Herta               | 11-12 de julio de 2022      | McLaren MCL35M | Autódromo Internacional do Algarve | [ 5 ]  |
| Privada        | Will Stevens               | 11-13 de julio de 2022      | McLaren MCL35  | Autódromo Internacional do Algarve | [ 6 ]  |
| Privada        | Álex Palou Patricio O'Ward | 14-16 de septiembre de 2022 | McLaren MCL35M | Circuito de Barcelona-Cataluña     | [ 7 ]  |
| Privada        | Álex Palou Patricio O'Ward | 6-7 de octubre de 2022      | McLaren MCL35M | Red Bull Ring                      | [ 8 ]  |
| Gran Premio    | Álex Palou                 | 21 de octubre de 2022       | McLaren MCL36  | Circuito de las Américas           | [ 4 ]  |
| Privada        | Oscar Piastri              | 2-3 de noviembre de 2022    | McLaren MCL35M | Circuito Paul Ricard               | [ 9 ]  |
| Gran Premio    | Patricio O'Ward            | 10 de noviembre de 2022     | McLaren MCL36  | Circuito Yas Marina                | [ 10 ] |
| Gran Premio    | Oscar Piastri              | 22 de noviembre             | McLaren MCL36  | Circuito Yas Marina                | [ 11 ] |